# 特里帕拉迪蘇斯分封協議
特里帕拉迪蘇斯分封協議是亞歷山大大帝的繼業者於前320年在特里帕拉廸蘇斯達成的權力分配協議，各將領任命攝政及重所分配轄地，對原巴比倫分封協議作出修正。巴比倫分封協議是前323年在亞歷山大大帝死後的權力分配協議。

## 历史
隨著亞歷山大大帝在前323年逝世，帝國的統治權交予他同父異母的兄弟腓力三世及兒子亞歷山大四世。但由於腓力三世明顯的心智遲鈍，而亞歷山大四世才剛出生（他是亞歷山大帝的遺腹子），於是佩爾狄卡斯被任命為攝政，而亞歷山大大帝的前將領則任命為帝國各區的總督。
總督中有些野心勃勃。當埃及總督托勒密與其他將領叛亂時，佩爾狄卡斯卻在揮軍托勒密時兵變被殺。托勒密謝絕了當攝政，代之却委任了培松及阿里達烏斯。這任命遭到腓力三世的妻子歐律狄刻強烈反對，引致前320年全體繼業者在特里帕拉迪蘇斯的會議。會議任命安提帕特為攝政，及重新劃分各將領為各地總督。